# Giulio Gatti-Casazza

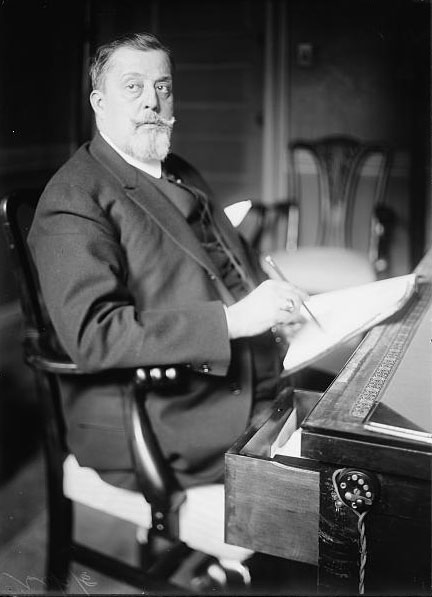
Giulio Gatti-Casazza.

Giulio Gatti-Casazza, född 3 februari 1869, död 2 september 1940, var en italiensk teaterledare.
Gatti-Casazza var ursprungligen ingenjör, blev 1893 direktör för stadsteatern i Ferrara och 1898 konstnärlig och administrativ ledare för Teatro alla Scala i Milano. 1908 blev han Heinrich Conrieds efterträdare som chef för Metropolitan Opera i New York.